# Тааффе, Эдуард
Эдуард Та́аффе (нем. Eduard Graf Taaffe; 24 февраля 1833, Вена — 29 ноября 1895, Эллишау) — австро-венгерский государственный деятель, граф. Дважды (в 1868—1870 и 1879—1893) занимал пост министр-президента Цислейтании. Неоднократно замещал министерские должности, руководил администрацией нескольких регионов.

## Биография
Происходил из ирландской аристократической семьи, имевшей ирландское пэрство с титулом виконтов Тааффе Корренских и баронов Беллимоутских.

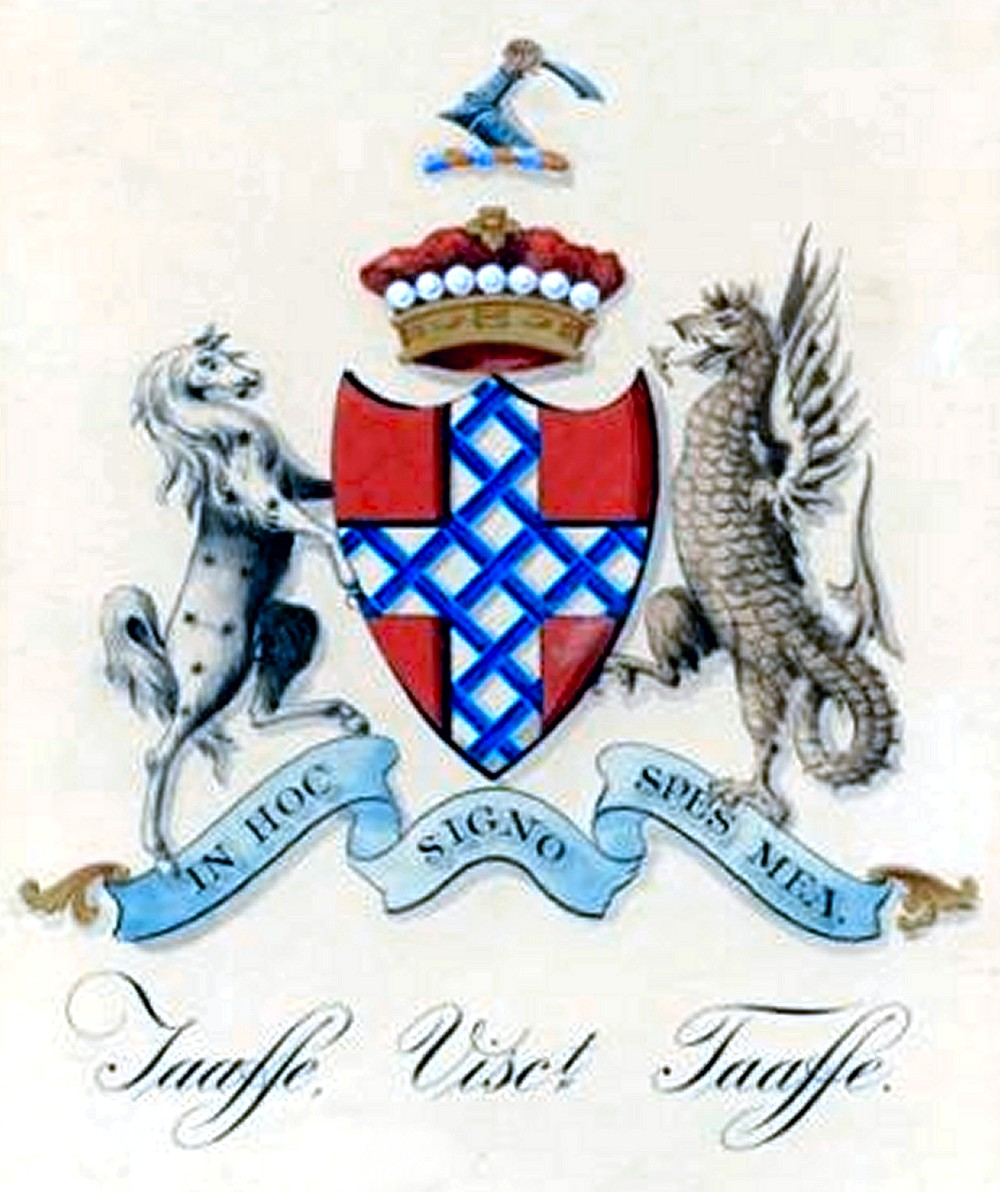
Герб Таафе

Граф Тааффе был другом юности императора Франца Иосифа. Благодаря близости к императору был в 28 лет (1861) назначен штатгальтером Богемии, в 1863 наместником (ландпрезидентом) Зальцбурга, в 1867 ландпрезидентом Заэнсской Австрии (Kronland Österreich ob der Enns). В феврале 1867, во время решающих дебатов об условиях Австро-венгерского соглашения, занял пост министра государственного управления (Verwaltungsminister), в марте — пост министра внутренних дел. В 1868—1870 занимал пост министр-президента Цислейтании, в 1870—1871 — министр внутренних дел. Затем назначен ландпрезидентом Тироля.
В 1879 вновь занял пост министр-президента Цислейтании. На посту главы правительства проводил консервативно-монархическую политику. Опирался на блок консервативных национальных партий (так называемое «железное кольцо»). В то же время пытался смягчить социальные и национальные конфликты в империи, проводя либеральные законы.
В 1882 провел закон о снижении имущественного ценза (минимального налогового платежа), достаточного для допуска к участию в выборах с 10 до 5 гульденов, благодаря чему к выборам оказались допущены владельцы мелкого и среднего бизнеса. Это укрепило парламентскую поддержку правительства. В экономике Тааффе был сторонником протекционизма, активно вводил высокие таможенные тарифы для защиты австрийской промышленности.
В 1883 правительство провело закон о трудовой инспекции на предприятиях. В 1885 было запрещено привлекать к работе на заводах подростков младше 14 лет; лица младше 16 лет не могли привлекаться к тяжелым работам. Максимальная продолжительность рабочего дня ограничена 11 часами. Запрещена натуральная оплата труда, введены предписания об использовании санитарно-технического оборудования. Запрещена работа подростков и женщин в ночное время, введены трудовые гарантии для женщин с малолетними детьми. В 1887 введен закон о страховании от несчастных случаев, который вступил в силу в 1889. В 1888 принят закон о страховании на случай болезни. Таким образом, в Австрии было создано самое разработанное законодательство об охране труда в Европе. Все эти реформы были разработаны Эмилем Штейнбахом — ключевым сотрудником, а затем министром финансов в правительстве Тааффе. С 26 июня 1886 года портфель министра торговли в кабинете Тааффе занимал его племянник — маркиз Оливье де Баккегем.
В 1882 году правительство ввело в Пражском университете преподавание наряду с немецким на чешском языке. В 1890 году пыталось провести административную реформу в Чехии, разделив её на национальные округа (чешские и немецкие), что, впрочем, не имело успеха.
Одновременно правительство проводило политику ограничения свободы прессы, а в 1884 году Тааффе подписывает «Исключительный закон», направленный на усиление борьбы с забастовочным и рабочим движением.
Являлся одним из организаторов Тройственного союза в 1882 году.
В 1893 году подготовил проект закона о расширении избирательного права. Он был провален в Рейхсрате, после чего правительство Тааффе ушло в отставку.

## Брак и дети
В 1862 он сочетался браком с венгерской аристократкой Ирмой Чаки де Кёрёшседь эт Адорьян (1838-1912). У пары было пять детей:
- Мария Амалия (1866-1928), муж - последний губернатор Королевства Богемия перед распадом Австро-Венгрии Макс фон Куденхове (1865-1928), один сын Эдуард (1890-1964)
- Луиза (1868-?), канонисса
- Элен (1870-?), первый муж - Барон Рихард фон Маттенклуа (развод), второй муж - доктор Юлиус Демкё
- Генрих (1872-1928), пэр Ирландии, первая жена Мария Магда Фукс (?-1918), 4 дочери и сын Ричард (1898–1967), вторая жена - Аглае Исеческу (1881-?)
- Клементина (1875-1887) - умерла в детстве

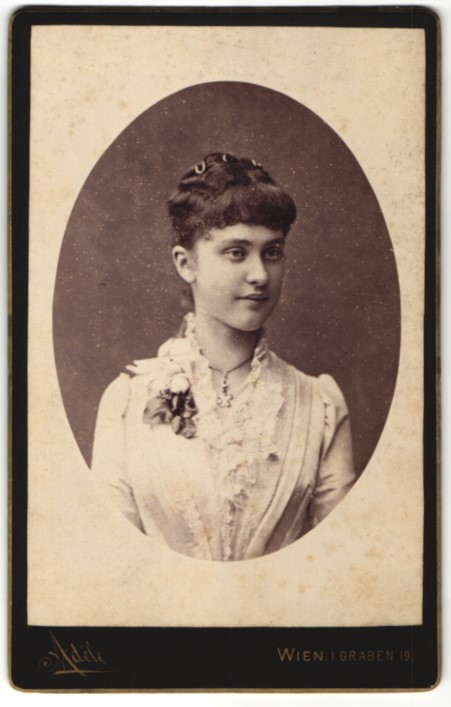
Дочь - Мария Амалия (1866-1928)

Так как внук Ричард Таффе (1898–1967) не оставил потомства, то как австрийский, так и ирландский титулы пресеклись.

## В кино
- «Майерлинг» (1936) режиссёр — Анатоль Литвак, в роли графа Таафе — Жан Дебюкур.
- «Тайна Майерлинга» (1949) Жана Деланнуа, в роли графа Таафе — Жан Тулу.
- «Майерлинг» (1968) Теренса Янга, в роли графа Таафе — Шарль Мийо.
- «Кронпринц Рудольф[нем.]» (2006) Роберта Дорнхельма, в роли графа Таафе — Кристиан Клавье.